# Charles Estoppey
Charles Estoppey (Payerne, 15 de fevereiro de 1820 – Saint-Légier, 30 de outubro de 1888) foi um político suíço. Foi membro do Conselho Federal Suíço.